# Hóa Phúc
Hóa Phúc là một xã thuộc huyện Minh Hóa, tỉnh Quảng Bình, Việt Nam.

## Địa lý
Xã Hóa Phúc nằm ở phía Bắc huyện Tuyên Hóa, có vị trí địa lý như sau:
- Phía Bắc giáp huyện Tuyên Hóa
- Phía Tây giáp xã Hóa Tiến
- Phía Nam giáp xã Hóa Tiến và xã Hóa Hợp
- Phía Đông giáp xã Hồng Hóa

Xã Hóa Phúc có diện tích 30,29 km², dân số năm 2019 là 686 người, mật độ dân số đạt 23 người/km².